# Premio Heinrich Wieland
El Premio Heinrich Wieland es concedido anualmente por la Fundación Boehringer Ingelheim a investigaciones sobresalientes sobre moléculas y sistemas biológicamente activos en las áreas de química, bioquímica y fisiología, así como por su importancia clínica .
En 1963, el Instituto de la Margarina creó el Premio Heinrich Wieland para apoyar la investigación en el campo de los lípidos. En 2000, el Instituto de la Margarina dejó de patrocinar el Premio y la empresa farmacéutica Boehringer Ingelheim se convirtió en el nuevo patrocinador. En 2011, la Fundación Boehringer Ingelheim se hizo cargo del premio.
El galardonado es seleccionado por un patronato científico. El premio lleva el nombre del Premio Nobel de Química Profesor Heinrich Wieland (1877-1957), uno de los principales químicos especializados en lípidos de la primera mitad del siglo XX. Con motivo de su 50 aniversario en 2014, la dotación del premio se elevó a 100.000 euros.
Cuatro de sus galardonados han recibido el Premio Nobel: Michael S. Brown y Joseph L. Goldstein (1974), Bengt Samuelsson (1981) y James E. Rothman 1990.

## Ganadores del premio
| - 1964: Ernst Klenk - 1965: Wilhelm Stoffel - 1966: no se concedió ningún premio - 1967: Heinrich Wagener y Bruno Frosch - 1968: David Adriaan van Dorp - 1969: Werner Seubert - 1970: Christian Bode y Harald Goebell - 1971: Laurens L.M. van Deenen - 1972: Heiner Greten y Kurt Oette - 1973: Shosaku Numa - 1974: Michael S. Brown y Joseph L. Goldstein - 1975: Ernst Ferber y Klaus Resch - 1976: Dietrich Seidel y Eckhart Schweizer - 1977: Gerd Assmann y Helmut K. Mangold - 1978: Olga Stein y Yechezkiel Stein - 1979: Konrad Sandhoff - 1980: H. Bryan Brewer y Barry Lewis - 1981: Bengt Samuelsson - 1982: Hansjörg Eibl y Robert William Mahley - 1983: John M. Dietschy - 1984: Olaf Adam y Gerhart Kurz - 1985: Guy Ourisson - 1986: Eugene P. Kennedy - 1987: Akira Endo y Dietrich Keppler - 1988: Lawrence C.B. Chan - 1989: Ching-Hsien Huang - 1990: James E. Rothman y Karel W. A. Wirtz - 1991: Jan L. Breslow - 1991: Wolfgang J. Schneider - 1992: Lev D. Bergelson - 1993: Walter Neupert | - 1994: Joachim Seelig - 1995: Jean E. Schaffer y Dennis E. Vance - 1996: Jeffrey M. Friedman - 1997: Bruce M. Spiegelman - 1998: Thomas E. Willnow - 1999: Ernst Heinz - 2000: Lewis Clayton Cantley - 2001: Felix Wieland - 2002: Stephen O'Rahilly - 2003: David J. Mangelsdorf - 2004: Raphael Mechoulam y Roger Nicoll - 2005: Helen Hobbs - 2006: Alois Fürstner - 2007: Joachim Herz - 2008: Markus Stoffel - 2009: Steven Ley - 2010: Nenad Ban - 2011: Franz-Ulrich Hartl - 2012: Carolyn R. Bertozzi - 2013: Tony Kouzarides - 2014: Reinhard Jahn - 2015: Gero Miesenböck - 2016: Peter G. Schultz - 2017: Alexander Varshavsky - 2018: Pascale Cossart - 2019: Jens Claus Brüning - 2020: Craig M. Crews - 2021: Thomas Boehm - 2022: Xiaowei Zhuang - 2023: Matthias H. Tschöp |